# Speocropia scriptura
Speocropia scriptura är en fjärilsart som beskrevs av Walker 1858. Speocropia scriptura ingår i släktet Speocropia och familjen nattflyn. Inga underarter finns listade i Catalogue of Life.